# زیرپوش زنانه

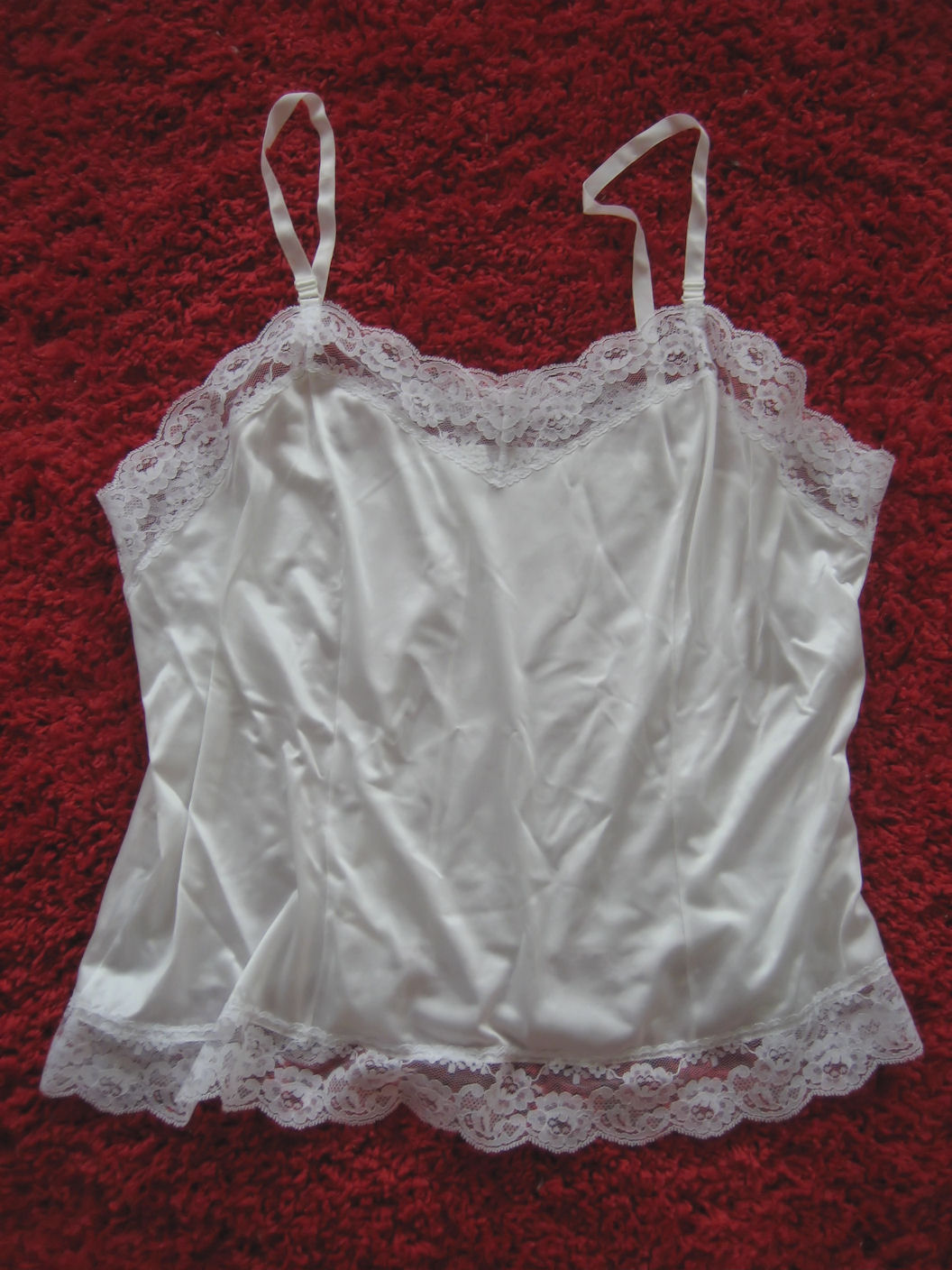
یک زیرپوش زنانه مدرن

زیرپوش زنانه یک زیرپوش رکابی برای زنان است که معمولاً تا کمر کشیده می‌شود. زیرپوش زنانه معمولاً از ساتن، نایلون, یا پنبه دوخته می‌شود.